# Pál Aranyossi
Pál Aranyossi (n. 4 august 1887, Szentendre, d. 18 septembrie 1962, Budapesta) a fost un scriitor, jurnalist, traducător și politician maghiar. A fost soțul scriitoarei Magda Aranyossi.